# Francis Halzen
Francis Louis Halzen (* 23. März 1944 in  Tienen, Belgien) ist ein belgisch-US-amerikanischer Elementarteilchenphysiker und Astrophysiker, bekannt für die Entwicklung des IceCube-Neutrinoobservatoriums am Südpol, das seit 2010 in Betrieb ist.

## Leben
Halzen studierte Physik an der Katholischen Universität Löwen, das er 1966 mit dem Diplom und 1969 mit der Promotion abschloss. Als Post-Doktorand war er bis 1971 am CERN. 1972 wurde er Assistant Professor, 1974 Associate Professor und 1977 Professor an der University of Wisconsin-Madison. Ab 1987 war er dort Gregory Breit Distinguished Professor und ab 1991 Hilldale Professor. 2014 war er Francqui-Professor an der Katholischen Universität Löwen und 2012 Gastprofessor an der TU München.
Er ist Principal Investigator am IceCube und arbeitete zuvor ab 1988 an dessen Vorgänger AMANDA.
2018 wurde er zum auswärtigen Mitglied der Academia Europaea gewählt.

## Auszeichnungen
- 1994: Fellow der American Physical Society
- 2005: Namensgeber für die Halzen Mesa in der Antarktis
- 2006: Helmholtz-Preis der Alexander von Humboldt-Stiftung
- 2013: Breakthrough of the Year Award der Zeitschrift Physics World für die erstmalige Entdeckung kosmischer Neutrinos jenseits der Milchstraße
- 2015: Balzan-Preis[4] und Preis der European Physical Society für Astroteilchenphysik und Kosmologie
- 2017: Julius Wess-Preis
- 2018: Bruno-Pontecorvo-Preis[5]
- 2021: Bruno-Rossi-Preis
- 2024: Mitglied der National Academy of Sciences

Halzen ist Ehrendoktor der Universität Gent, der Universität Uppsala und der Ruhr-Universität Bochum.

## Schriften
- mit Alan D. Martin: Quarks and Leptons: an introductory course in modern particle physics, Wiley 1984